# Lasse Antczak
Lasse Antczak (* 22. April 1990 in Henstedt-Ulzburg) ist ein ehemaliger deutscher Leichtgewichts-Ruderer. Seine größten Erfolge sind der 3. Platz bei den U-23-Weltmeisterschaften 2010 in Brest im Leichtgewichts-Zweier ohne Steuermann und die Goldmedaille bei der Sommer-Universiade 2013 im Leichtgewichts-Vierer ohne Steuermann.
Antczak begann 2001 beim Hamburger und Germania Ruder Club mit dem Rudersport. In den folgenden Jahren konnte er in unterschiedlichen Altersklassen mehrere Medaillen in unterschiedlichen Altersklassen bei Deutschen-Meisterschaften gewinnen, darunter achtmal der Titel zum Deutschen Meister. 2010 Nach dem Titel zum Deutschen-U23-Meister im Leichtgewichts-Zweier ohne Steuermann gemeinsam mit Yannic Corinth, wurde die Kombination für die U23-Weltmeisterschaft im belarussischen Bled nominiert und konnte dort die Bronze-Medaille gewinnen. 2011 konnten Antczak und Corinth auf den Deutschen-U23-Meisterschaften dreimal Gold gewinnen im Leichtgewichts-Zweier, im Leichtgewichts-Vierer und im Leichtgewichts-Achter. Im Leichtgewichts-Vierer ohne Steuermann wurden Lasse Antczak, Yannic Corinth, Tobias Franzmann und Morten Noske für die U23-Weltmeisterschaft nominiert, in Amsterdam wurde die Mannschaft nach einem Fehler von Morten Noske im Schlussspurt nur Vierter. 2013 gewannen Tobias Franzmann, Stefan Wallat, Daniel Wisgott und Lasse Antczak den Titel im Vierer bei der Sommer-Universiade 2013.
Antczak schloss nach seinem Rücktritt das Studium zum Bauingenieur ab.